# Jayne Fenner-Benedict
Jayne Fenner-Benedict es una deportista estadounidense que compitió en vela en la clase Mistral.
Ganó una medalla de bronce en el Campeonato Mundial de Mistral de 1996 y una medalla de bronce en el Campeonato Europeo de Mistral de 1994.

## Palmarés internacional
| \| Campeonato Mundial \| Campeonato Mundial \| Campeonato Mundial \| Campeonato Mundial \| \| Año \| Lugar \| Medalla \| Clase \| \| ----------------------- \| ------------------ \| ------------------ \| ------------------ \| \| 1996 \| Haifa (Israel) \| Medalla de bronce \| Mistral \| \| Campeonato Europeo[n 1] \| \| \| \| \| Año \| Lugar \| Medalla \| Clase \| \| 1994 \| Heraclión (Grecia) \| Medalla de bronce \| Mistral \| |                    |                   |         |
| Campeonato Mundial |                    |                   |         |
| Año | Lugar              | Medalla           | Clase   |
| 1996 | Haifa (Israel)     | Medalla de bronce | Mistral |
| Campeonato Europeo |                    |                   |         |
| Año | Lugar              | Medalla           | Clase   |
| 1994 | Heraclión (Grecia) | Medalla de bronce | Mistral |

1. ↑  En algunas ediciones del Campeonato Europeo se permitió la participación de regatistas de otros continentes.